# Agrilinus constans
Espèce
Agrilinus constans (ou Aphodius constans) est une espèce d'insectes de l'ordre des coléoptères, de la famille des Scarabaeidae, de la sous-famille des Aphodiinae, du genre Agrilinus.

## Répartition et habitat

### Répartition
On le trouve dans la zone Paléarctique (Europe, Irlande, Royaume-Uni, Allemagne, Autriche, Italie, Yougoslavie, Slovénie, France, Espagne, Turquie, Ukraine, Transcaucasie, Malte)

## Systématique
L'espèce Agrilinus constans a été décrite par le naturaliste autrichien Caspar Erasmus Duftschmid en 1805. 

## Synonymie
- Aphodius exiguus Mulsant, 1842 [2]
- Aphodius martialis Mulsant, 1842 [2]
- Aphodius melanopus Hardy, 1847 [2]
- Aphodius nitidus Stephens, 1830 [2]
- Aphodius nomas Kolenati, 1846 [2]
- Aphodius vernus Mulsant, 1842 [2]